# Jenaplan

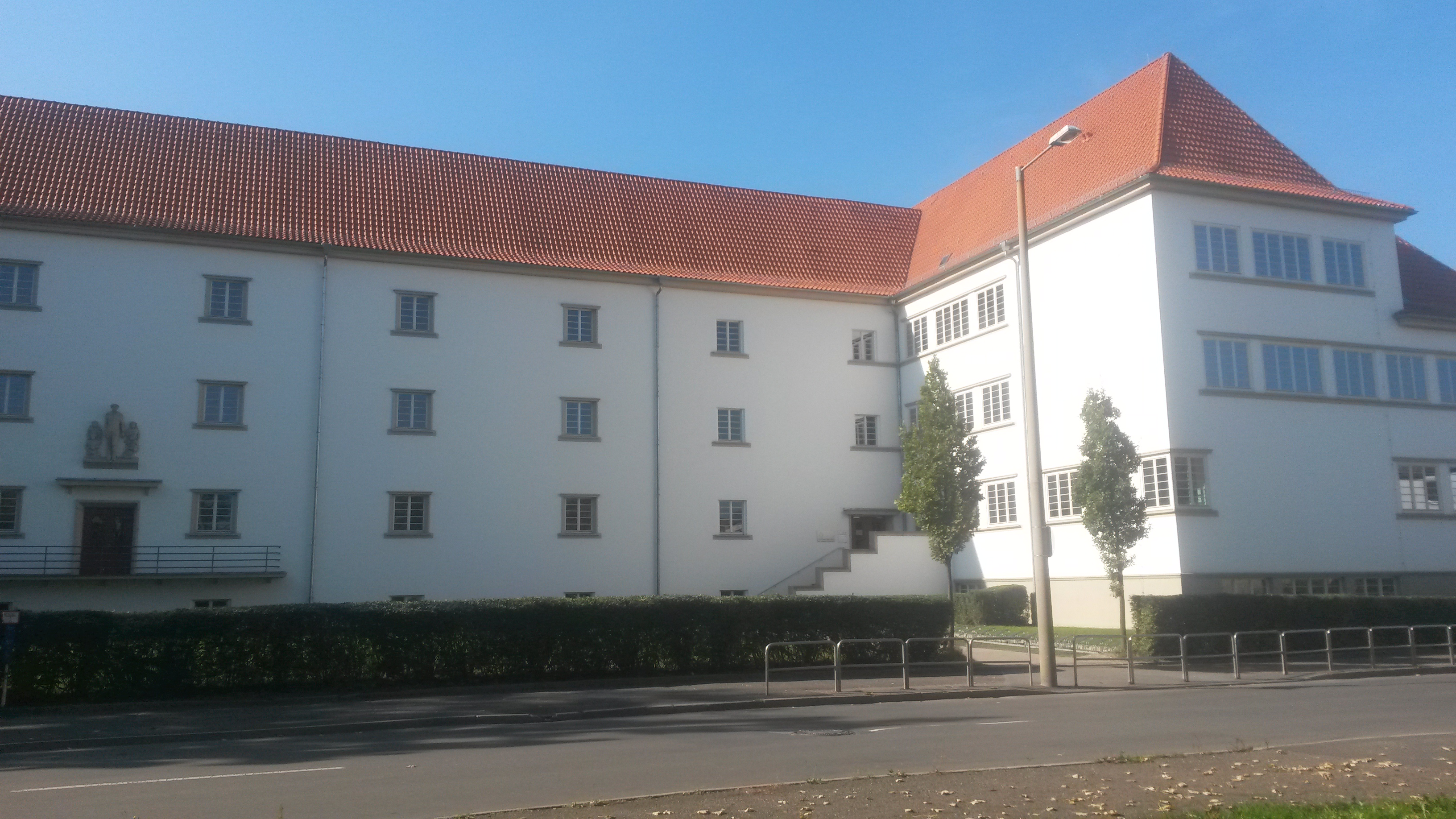
Jenaplanschule auf der Tatzendpromenade in Jena

Der Jenaplan ist ein Schulentwicklungskonzept, das von dem Pädagogen Peter Petersen 1927 erdacht und begründet wurde. Der Begriff wurde von den Mitgliedern des Londoner Komitees zur Vorbereitung der IV. Tagung der New Education Fellowship 1927 in Locarno geprägt. Petersens Konzept entstand an der Universität Jena (daher auch die Bezeichnung), an der er einen Lehrstuhl für Erziehungswissenschaft übernommen hatte.

## Kennzeichen
Kerngedanken sind selbsttätiges Arbeiten, gemeinschaftliches Zusammenarbeiten und -leben und Mitverantwortung der Schüler- und Elternschaft.
Formen:
- Arbeit: Kernunterricht (fächerübergreifend), Freie Arbeit (freie Wahl des Fachs), Kursunterricht (Fächerunterricht)
- Feier: Morgen-, Wochenschluss-, Geburtstagsfeier, Aufnahmefeier für Schulanfänger u. a.
- Gespräch: Kreisgespräch, Berichtskreis, Vortrag, Aussprache u. a.
- Spiel: fördert Entwicklung jüngerer Kinder, lehrt Regeln für soziales Verhalten, fördert die Aufmerksamkeit (freies Spiel, Lern-, Pausen, Turn-, Schauspiele)

Umgestaltung des Schulalltags:
- jahrgangsübergreifende Lerngruppen (Stammgruppen) statt Jahrgangsklassen,
- Wochenarbeitsplan (vgl. Wochenplanunterricht) statt des üblichen 45-Minuten-Rasters (Petersen: „Fetzenstundenplan“),
- im Mittelpunkt ein täglicher Gruppenunterricht von 100 Minuten Dauer,
- selbständiges Denken und Handeln unter gegenseitiger Hilfe,
- überfachliches Arbeiten in Projekten,
- zur Sicherung des Mindestwissens straff und lehrgangsmäßig geführte Kurse,
- statt Zensuren ein Arbeits- und Leistungsbericht mit drei Bewertungsmaßstäben, wobei Selbstkontrolle am Werk und auch Kameradenbeurteilung angestrebt werden,
- regelmäßige Monatsfeiern (Schüler-, Lehrer-, Elternfeiern),
- von den Kindern mitgestalteter Schulraum (Schulwohnstube).

## Inhalte
Petersen legte den Entwurf für diese Schule 1927 vor mit dem Anspruch: „Der Jena-Plan ist eine Ausgangsform für neues Schulleben.“
Die grundlegende Einheit sind nicht „Klassen“ von Jahrgängen, sondern „Stammgruppen“, die jahrgangsstufenübergreifend zusammengefasst werden. Das erlaubt vielfältigere pädagogische Wirkungsmöglichkeiten, zum Beispiel wird das Helfersystem unter den Schülern und die Differenzierung der Unterrichtsarbeit gestärkt. Die Einteilung in mehrjährige Stammgruppen entlastet die Schularbeit vom Jahreswechsel und damit auch von den jährlichen „Versetzungen“. Die Schüler werden beurteilt, aber nicht mehr gegeneinander aussortiert. Durch die Wochenplanarbeit entfällt die starre Einteilung in Fachstunden. Die selbsttätige Gruppenarbeit ist die häufigste Arbeitsweise. Eltern werden als wichtiger Teil der Schulgemeinde angesehen.
Petersen nennt die regelmäßigen Schulfeiern ein „alle Teilnehmer läuterndes Ereignis“. Die Schulwoche wird von Feiern gerahmt; sie fördern das Gemeinschaftsgefühl. Die Feiern in Jenaplan-Schulen geschehen nach Jaap Meijer in einem Bewusstsein universeller humaner Werte.

## Die Basisprinzipien des Jenaplan
Im Utrechter Seminar für Jenaplan-Pädagogik entstanden in den 1980er Jahren durch Hochschullehrer und Lehrer aus der Unterrichtspraxis die allgemein anerkannten 20 Basisprinzipien des Jenaplan-Konzepts. Die Theorie dazu entstand als ein nicht personengebundenes Gemeinschaftswerk unter Beachtung der gesellschaftlichen Realitäten der „veränderten Kindheit“.
Kees Vreugdenhil und Kees Both, zwei der prominentesten Vertreter des Jenaplan-Konzepts, weisen ausdrücklich darauf hin, dass die 20 Prinzipien nicht dogmatisiert werden dürfen, sondern aufgrund der derzeitigen soziokratischen Zustimmung solange anerkannt bleiben, wie sie sich als gültig erklären und erkennen lassen. Damit soll die Jenaplan-Schule von heute in ihrem Selbstverständnis eine „Schule auf dem Weg“ sein, die sich selbst nicht überbewerten will. Die Basisprinzipien gehen auf das Menschenbild, das Zusammenleben und die Schule ein und dürfen als Ansatz einer neuen Erziehungsphilosophie gelten, die wesentliche Impulse für das Nachdenken über die Orientierung von Erziehung und Unterricht in jeder Schule setzt. Diese Basisprinzipien sind Kern und Ausgangspunkt für das ausgearbeitete, gegenüber dem traditionellen Jenaplan rundum erneuerte Gesamtkonzept Jenaplan 21. Der Jenaplan macht die Kinderrechte in Grundaussagen und praktischer Gestaltung von Schule und Unterricht zum zentralen Bezugspunkt. Für Peter Fauser kann schon die erste Jenaplan-Schule (ab Schj. 1924/25) geradezu als exemplarische und richtungsweisende Realisierung gegenwärtigen demokratiepädagogischen und an den Menschenrechten ausgerichteten Denkens gelten.
Wie jede nach dem Jenaplan-Konzept arbeitende Schule die Basisprinzipien strukturell und didaktisch ausbuchstabiert, bleibt ihr überlassen.
Über den Menschen (Basisprinzipien 1–5)
- 1. Jeder Mensch ist einzigartig. Deshalb haben jedes Kind und jeder Erwachsene einen unersetzbaren Wert und eine eigene Würde.

- 2. Jeder Mensch hat ungeachtet seiner ethnischen Herkunft, seiner Nationalität, seines Geschlechts, seines sozialen Umfeldes, seiner Religion, seiner Lebensanschauung oder seiner Behinderung das Recht, eine eigene Identität zu entwickeln, die durch ein größtmögliches Maß an Selbständigkeit, kritischem Bewusstsein, Kreativität und sozialer Gerechtigkeit gekennzeichnet ist.

- 3. Jeder Mensch braucht für die Entwicklung einer eigenen Identität Beziehungen zu der sinnlich wahrnehmbaren (Natur, Kultur, Mitmenschen u. a.) und zu der nicht sinnlich erfahrbaren Wirklichkeit.

- 4. Jeder Mensch wird immer als Person in ihrer Ganzheit anerkannt. So wird ihm nach Möglichkeit begegnet, und so wird er auch behandelt.

- 5. Jeder Mensch wird als Kulturträger und -erneuerer gesehen. So wird ihm nach Möglichkeit begegnet, und so wird er auch behandelt.

Über die Gesellschaft (Basisprinzipien 6–10)
- 6. Die Menschen sollen an einer Gesellschaft arbeiten, die den unersetzbaren Wert und die eigene Würde jedes einzelnen Menschen achtet.

- 7. Die Menschen sollen an einer Gesellschaft arbeiten, die Gelegenheit und Anreize für die Identitätsentwicklung eines jeden bietet.

- 8. Die Menschen sollen an einer Gesellschaft arbeiten, in der gerecht, friedlich und konstruktiv mit Unterschieden und Veränderungen umgegangen wird.

- 9. Die Menschen sollen an einer Gesellschaft arbeiten, die voller Respekt und Sorgfalt mit der Erde und dem Weltraum umgeht.

- 10. Die Menschen sollen an einer Gesellschaft arbeiten, die die natürlichen und kulturellen Ressourcen in voller Verantwortung den zukünftigen Generationen gegenüber nutzt.

Schule (Basisprinzipien 11–20)
- 11. Die Schule ist eine relativ autonome, kooperative Organisation aller Beteiligten. Sie wird von der Gesellschaft beeinflusst und hat auch selbst Einfluss auf diese.

- 12. In der Schule haben die Erwachsenen die Aufgabe, die oben getroffenen Aussagen über Mensch und Gesellschaft zum pädagogischen Ausgangspunkt ihres Handelns zu machen.

- 13. In der Schule werden die Lerninhalte sowohl der Lebens- und Erfahrungswelt der Kinder entnommen als auch den Kulturgütern, die als wichtige Mittel für die hier beschriebene Entwicklung von Person und Gesellschaft gelten.

- 14. In der Schule wird der Unterricht in „pädagogischen Situationen“ und mit pädagogischen Mitteln durchgeführt.

- 15. In der Schule wird der Unterricht in einem rhythmischen Wechsel der Bildungsgrundformen („Basisaktivitäten“) Gespräch, Spiel, Arbeit und Feier gestaltet.

- 16. In der Schule werden das Lernen voneinander und die Fürsorge untereinander durch eine nach Alter und Entwicklungsniveau heterogene Gruppierung der Kinder stimuliert.

- 17. In der Schule erfolgen selbständiges Arbeiten, entwickelnder Unterricht und spielerisches Lernen in einem rhythmischen Wechsel; sie werden ergänzt durch stärker angeleitete und begleitete Lernaktivitäten.

- 18. In der Schule nehmen (vor allem im Bereich der „Weltorientierung“) forschendes und entdeckendes Lernen sowie Gruppenarbeit eine zentrale Position ein.

- 19. In der Schule erfolgt die Verhaltens- und Leistungsbeurteilung eines Kindes so weit wie möglich aufgrund seines eigenen Entwicklungsverlaufs und erst nach einem Gespräch mit dem betreffenden Kind.

- 20. In der Schule versteht man Veränderung (und Verbesserung) als einen nie endenden Prozess. Dieser Prozess wird von einer konsequenten Wechselwirkung zwischen Handeln und Denken gesteuert.

## Kritik
Jürgen Oelkers zufolge, der Petersens Rolle zur Zeit des Nationalsozialismus kritisiert, stehen nicht Selbständigkeit oder Erleben im Mittelpunkt des frühen Jenaplans, auch nicht demokratische Mitbestimmung oder auch nur eine Form von Gesamtunterricht, sondern die Gemeinschaft, wegen der Erziehung stattfinden soll. Petersen gehe es nicht um die Beförderung der Emanzipation, sondern um Volksbildung, mit der die Bedeutung der Schule aufgewertet wird.
Demgegenüber äußert Wolfgang Keim über das Jenaplan-Konzept: „Fragen des Schullebens, der musischen Erziehung oder des praktischen Lernens; wo neue Unterrichtsformen diskutiert werden, gehen sie tendenziell in Richtung auf Erleben, weniger auf Einsicht, Verständnis oder diskursive Fähigkeiten“. Betont werde die „Atmosphäre in der Klasse als Schulwohnstube, das Schulleben mit Spiel und Feier oder die am Vorbild der patriarchalischen Familie orientierte Schulordnung“. In bewusstem Unterschied dazu unterstützt das Konzept Jenaplan 21 von Kees Both mit seinem umfassenden Qualitätsmerkmal „Kritisches Bewusstsein“ – in sorgfältig ausbalancierter Verbindung mit den anderen Kriterien einer humanen Schule – einen Unterricht, der den emanzipatorischen Forderungen der Moderne voll gerecht wird.
Es wird kritisiert, dass die nationalsozialistische Grundhaltung Peter Petersens sein Werk in vielerlei Hinsicht bestimmt hätte und darin zum Ausdruck komme. Häufig stimmen seine Aussagen mit Adolf Hitlers Ansichten zu Fragen der Bildung und Erziehung weitgehend überein. „Es ist eine große politische Erziehung, ausgerichtet nach demselben Ziele: der Volksgemeinschaft. Denn alles soll, nach den richtungweisenden Worten des Führers, der Erneuerung, der Erhaltung und der Leistungssteigerung des Volkes dienstbar gemacht werden. Damit ist wieder ein oberstes Bildungs- und Erziehungsziel gesetzt, das aus der völkischen Zerrissenheit zur Volkseinheit, aus einer auslösenden, volkzersetzenden Zeit in eine gemeinschaftsbildende Epoche hinweist. Aus diesem Erleben und dem Mitschaffen an diesem Werke werden der deutschen Pädagogik die nächsten, heute schon erkennbaren Antriebskräfte kommen. In der Mitte stehen die Fragen der Zucht und Ordnung, der Verantwortung und Führung.“

## Schulen mit Jenaplan-Pädagogik

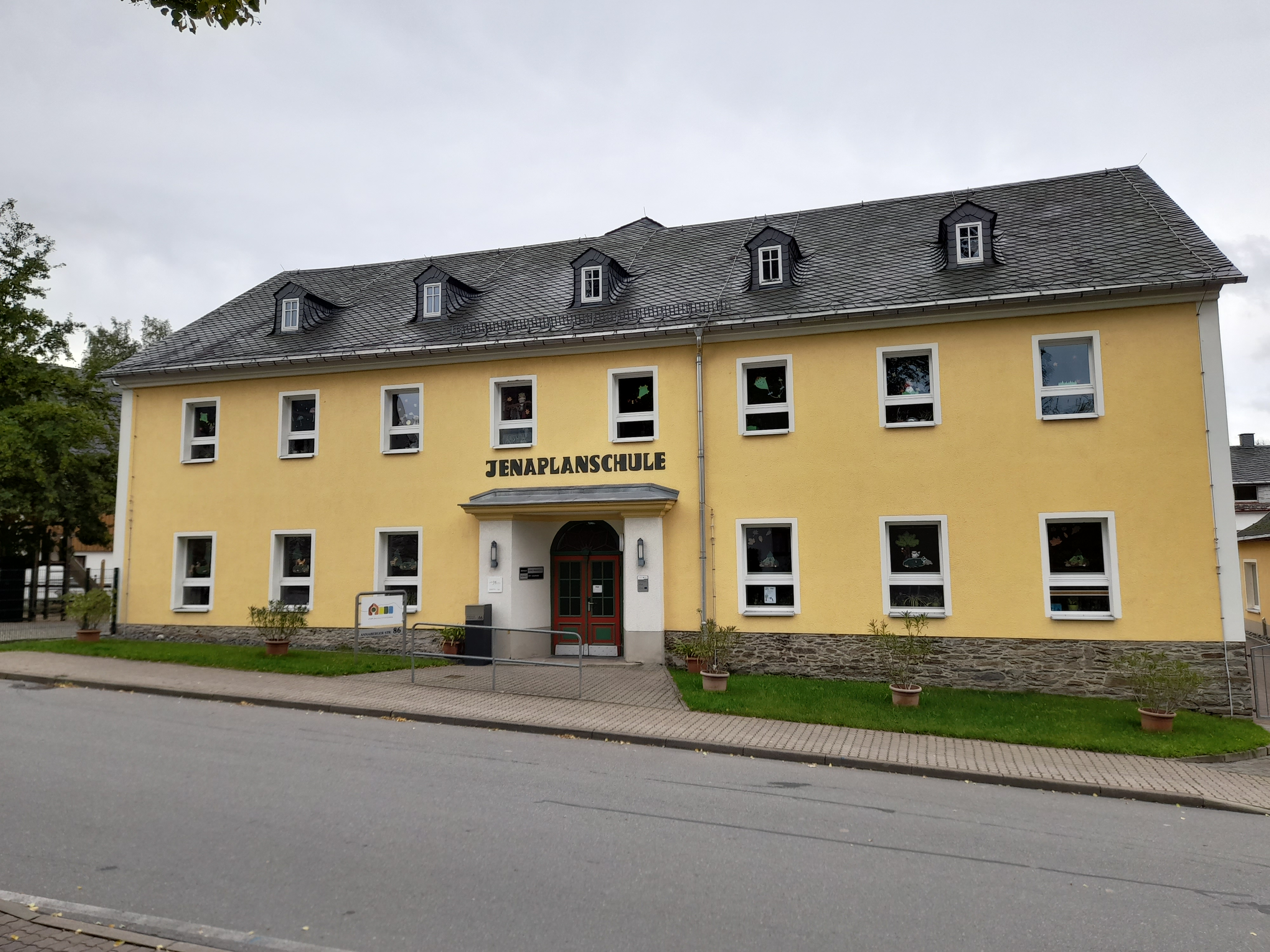
Jenaplanschule Markersbach, Haus I

Die Gesellschaft für Jenaplanpädagogik in Deutschland listet auf ihrer Website 68 Jenaplan-Schulen auf, darunter die Jenaplanschule Jena und die Jenaplanschule Rostock, die beide staatliche Schulen sind und 2006 bzw. 2015 als Preisträger des Deutschen Schulpreises ausgezeichnet wurden. Private Schulen, die sich am Jenaplan orientieren, sind unter anderem die Freie Comenius Schule Darmstadt, die Laborschule Dresden, die Jenaplan-Schule Nürnberg oder das Jenaplan-Gymnasium Nürnberg.
Die meisten Jenaplan-Schulen gibt es in den Niederlanden, die erste stand 1962 in Utrecht. Die meisten der 230 niederländischen Jenaplan-Schulen sind „Basisschulen“ (von 4–12 Jahren), es gibt aber auch eine steigende Anzahl Sekundarschulen.
In Österreich gibt es acht Jenaplan-Schulen.